# Variations: Aldous Huxley in memoriam
Variations: Aldous Huxley in memoriam és l'última composició orquestral important d’⁣Ígor Stravinski, escrita entre 1963 i 1964.

## Història
Stravinsky va començar a treballar en les Variations a Santa Fe, Nou Mèxic, el juliol de 1963, i va completar la composició a Hollywood, Califòrnia, el 28 d'octubre de 1964. Va ser interpretada per primera vegada a Chicago el 17 d'abril de 1965, per l’⁣Orquestra Simfònica de Chicago dirigida per Robert Craft. La partitura està dedicada a la memòria de l'amic íntim de Stravinski, Aldous Huxley, que va morir el 22 de novembre de 1963 (el mateix dia que va ser assassinat el president John F. Kennedy), quan la composició de les Variacions estava en curs.
Tot i que no es va compondre amb aquest propòsit, la música de Stravinski va ser coreografiada dues vegades per al New York City Ballet per George Balanchine, una primera versió el 1966 i una segona versió el 1982, ambdues vegades sota el títol Variations.

## Anàlisi
Les variacions es basen en una sèrie de dotze notes:
Les opinions sobre la forma difereixen. Segons una visió, l'obra consta de dotze variacions: compassos 1-22, 23-33, 33-39, 40-46, 47-58, 59-72, 73-85, 86-94, 95-100, 101 –117, 118–129 i 130–141. Segons un altre, els compassos 33/ 34-46 comprenen una única variació, Var. 3, de manera que només hi ha onze en total, que oscil·len entre els compassos 6 i 22, alguns de les quals se subdivideixen en dues o tres seccions. Segons un altre, un preludi i un postludi emmarquen tres seccions principals, les dues primeres separades per un episodi curt, i la segona i la tercera per una secció més estesa dividida en cinc episodis. No hi ha cap "tema" sobre les característiques melòdiques, rítmiques o formals de les quals es construeixen les variacions, ni hi ha tècniques convencionals de variació compositiva.
La característica central de les Variations és un duodecet, o invenció de dotze parts, que es divideix en tres parts, separades per episodis contrastats i cadascuna amb una puntuació diferent: dotze violins solistes, deu violes solistes amb dos contrabaixos i dotze vents (dues flautes, flauta alta, els oboès, anglès, dos clarinets, clarinet baix, dos fagots i trompa).

## Instrumentació
- 2 flautes
- flauta alta
- 2 oboès
- corn anglès
- 2 clarinets
- clarinet baix
- 2 fagots
- 4 trompes
- 3 trompetes
- 2 trombons tenors
- trombó baix
- arpa
- piano
- 12 violins
- 10 violes
- 8 violoncels
- 4 contrabaixos